# Pharta xizang
Espèce
Pharta xizang est une espèce d'araignées aranéomorphes de la famille des Thomisidae.

## Distribution
Cette espèce est endémique du Tibet en Chine,. Elle se rencontre dans le xian de Mêdog.

## Description
La femelle holotype mesure 4,62 mm.
Le mâle décrit par Wang, Mu, Lu, Xu, Bu, Zhang et Zhang en 2024 mesure 5,89 mm et la femelle 7,20 mm.

## Systématique et taxinomie
Cette espèce a été décrite par Liu et Yao en 2023.

## Étymologie
Son nom d'espèce lui a été donné en référence au lieu de sa découverte, le Xizang.

## Publication originale
- Li, Yao, Xiao & Liu, 2023 : « Two new thomisid species (Arachnida, Araneae, Thomisidae) from China and Vietnam, with the first descriptions of the males of Borboropactus longidens Tang & Li, 2010 and Stephanopis xiangzhouica Liu, 2022. » ZooKeys, vol. 1159, p. 169-187 (texte intégral).